# Let's Welcome the Circus People
Let's Welcome the Circus People è il terzo album in studio long playing di Tobin Sprout, membro fondatore dei Guided by Voices; venne pubblicato nel 1999 sia in vinile che in CD negli Stati Uniti d'America dalla Recordhead. 500 copie dell'edizione in vinile avevano allegato un singolo a 45 giri da 7 pollici.

## Tracce
Tutti i brani sono scritti da Tobin Sprout.
Lato A
1. "Smokey Joe's Perfect Hair" – 3.40
2. "Digging Up Wooden Teeth" – 3.57
3. "Mayhem Stone" – 2.23
4. "And So On" – 2.03
5. "Making A Garden" – 2.49
6. "Vertical Insect (The Lights Are On)" – 2.22

Lato B
1. "Maid To Order" – 3.56
2. "Liquor Bag" – 2.47
3. "Who's Adolescence" – 2.08
4. "Lucifer's Flaming Hour" – 3.25
5. "100% Delay" – 2.29
6. "And Then The Crowd Showed Up" – 3.05

### Tracce singolo
Lato A
1. Once I Had a Day

Lato B
1. When Were You in?
2. The Sniffing Hounds of Plaster Paris